# Fenderstek
Der Fenderstek ist ein Schifferknoten zum Befestigen der Fender an der Reling.

## Knüpfen

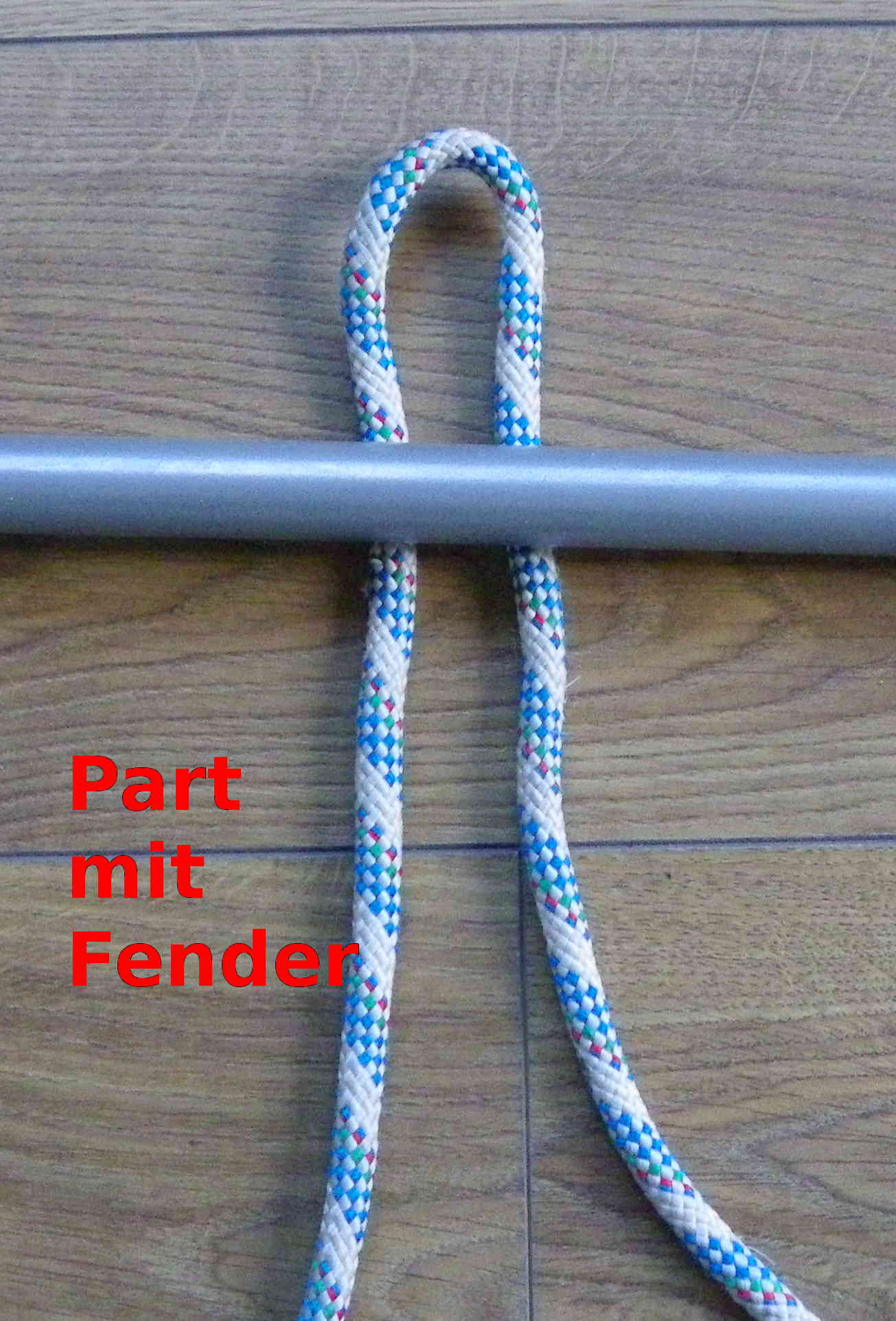
In die Fenderleine eine Bucht legen und gegen die Reling ziehen.
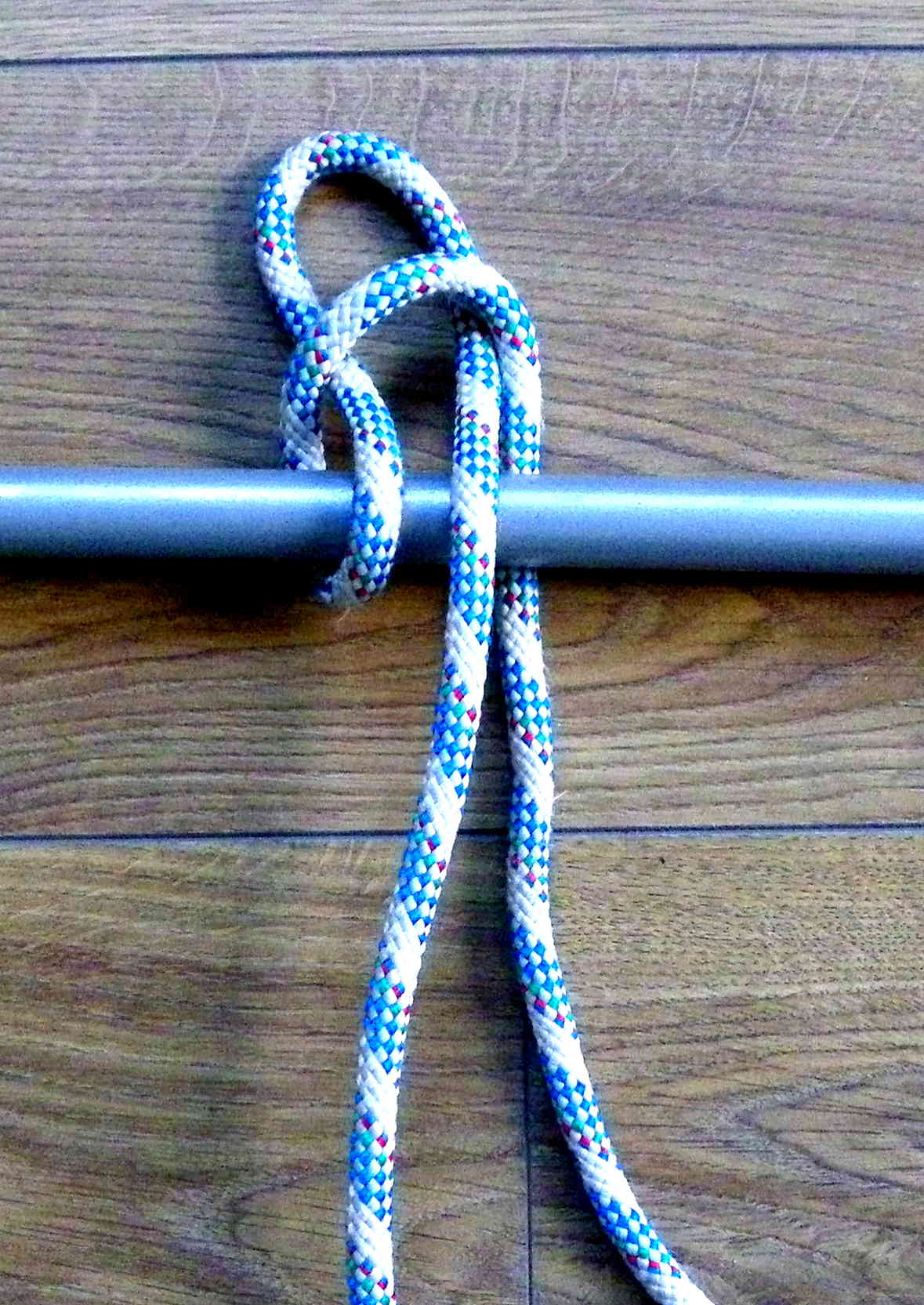
Mit der Part, an der der Fender hängt, eine zweite Bucht bilden und durch die erste stecken.
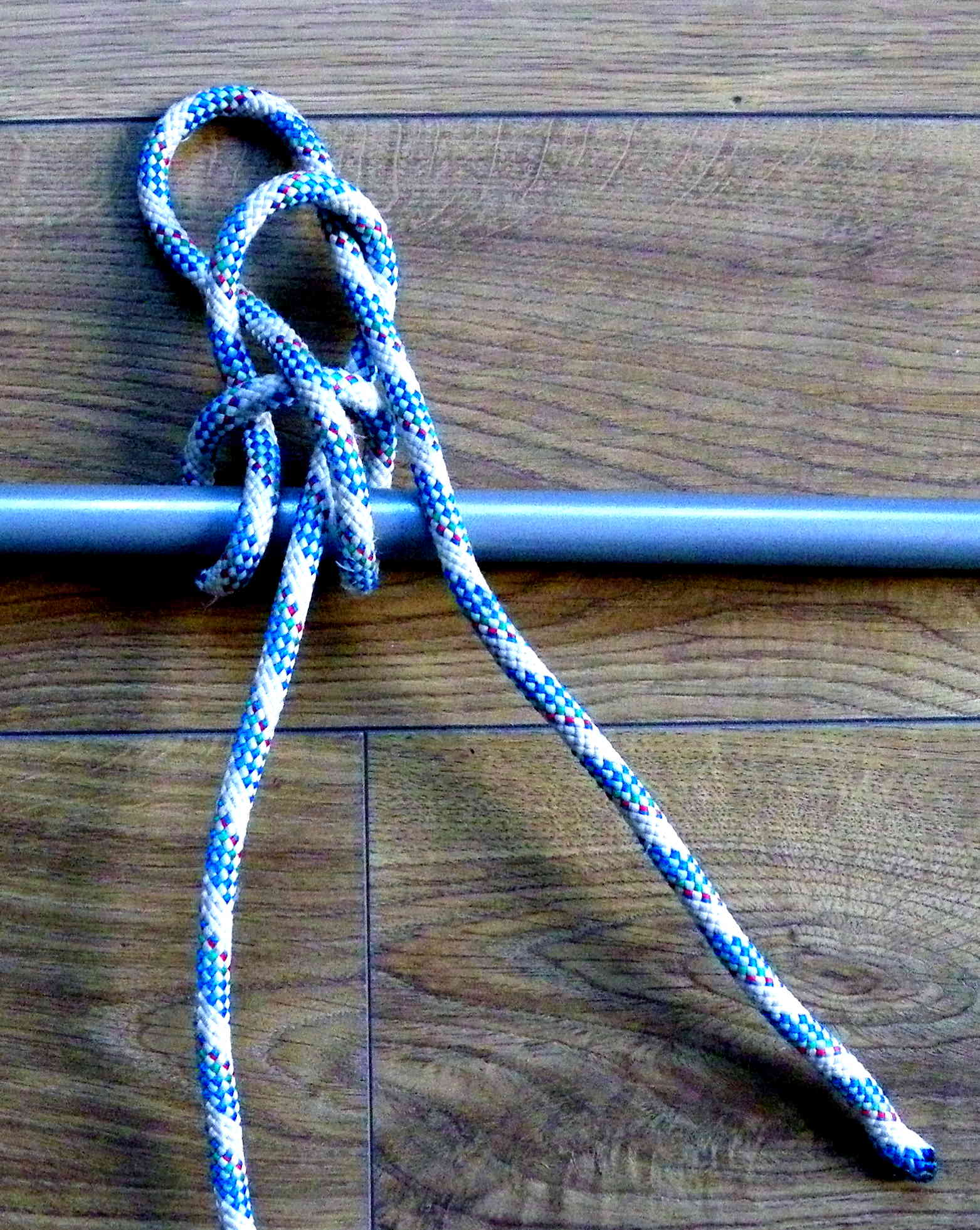
Eine dritte Bucht wird mit der losen Part gebildet und durch die zweite Bucht gesteckt.
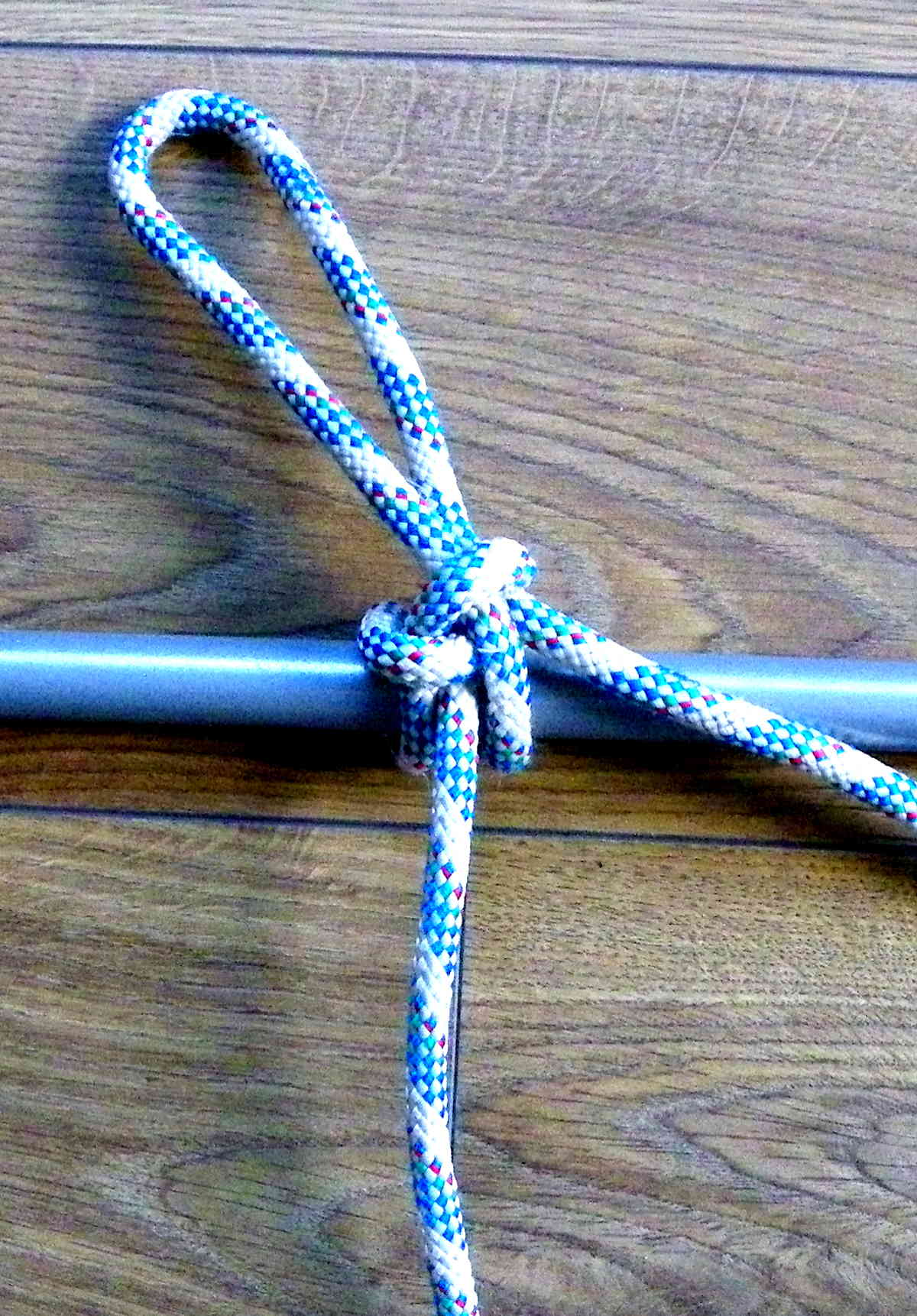
An der Fenderpart ziehen (lassen). – Fertig.

Zum Lösen wird an der losen Part gezogen.

## Vorteil
Der Vorteil gegenüber seinen Alternativen, dem Webleinstek (auf Slip) oder dem Rundtörn mit zwei halben Schlägen ist das einfache Lösen. Das ist mit einer nasskalten (Plattdeutsch: klammen) Hand durch kurzen Zug möglich. Der Stek fällt von der Reling, der Fender hängt an der Hand und kann an Bord genommen werden.

## Alternativen
- Webleinstek (auf Slip)
- Rundtörn mit zwei halben Schlägen